# Tervel av Bulgarien
Tervel av Bulgarien, död 721, var en bulgarisk monark. Han var regerande khan av Bulgarien mellan 701 och 721.